# Палм-Біч-Шорс (Флорида)
Палм-Біч-Шорс (англ. Palm Beach Shores) — місто (англ. town) в США, в окрузі Палм-Біч штату Флорида. Населення — 1330 осіб (2020).

## Географія
Палм-Біч-Шорс розташований за координатами 26°46′38″ пн. ш. 80°2′4″ зх. д. / 26.77722° пн. ш. 80.03444° зх. д. (26.777352, -80.034377).  За даними Бюро перепису населення США в 2010 році місто мало площу 1,31 км², з яких 0,70 км² — суходіл та 0,61 км² — водойми.

## Демографія
Згідно з переписом 2010 року, у місті мешкали 1142 особи в 680 домогосподарствах у складі 299 родин. Густота населення становила 870 осіб/км².  Було 1286 помешкань (980/км²).
Расовий склад населення:
| - 97,6 % — білих - 1,1 % — чорних або афроамериканців - 0,2 % — корінних американців - 0,2 % — азіатів |

До двох чи більше рас належало 0,4 %. Частка іспаномовних становила 2,4 % від усіх жителів.
За віковим діапазоном населення розподілялося таким чином: 7,4 % — особи молодші 18 років, 52,2 % — особи у віці 18—64 років, 40,4 % — особи у віці 65 років та старші. Медіана віку мешканця становила 59,7 року. На 100 осіб жіночої статі у місті припадало 102,5 чоловіків;  на 100 жінок у віці від 18 років та старших — 103,9 чоловіків також старших 18 років.
Середній дохід на одне домашнє господарство  становив 73 639 доларів США (медіана — 53 889), а середній дохід на одну сім'ю — 86 863 долари (медіана — 64 583). За межею бідності перебувало 10,4 % осіб, у тому числі 17,5 % дітей у віці до 18 років та 4,2 % осіб у віці 65 років та старших.
Цивільне працевлаштоване населення становило 508 осіб. Основні галузі зайнятості: науковці, спеціалісти, менеджери — 20,9 %, фінанси, страхування та нерухомість — 18,5 %, мистецтво, розваги та відпочинок — 16,3 %, освіта, охорона здоров'я та соціальна допомога — 15,2 %.